# Fondazione FS Italiane
Die Fondazione FS Italiane ist eine Stiftung, die von Unternehmen der FS-Gruppe getragen wird, der Ferrovie dello Stato Italiane, der Trenitalia und der Rete Ferroviaria Italiana (RFI). Ziel ist es, das historische und technische Erbe der FS-Gruppe und ihrer Vorgänger-Organisationen zu erhalten und zu präsentieren. Der Sitz der Stiftung befindet sich in Rom.

## Geschichte
Die Stiftung wurde am 6. März 2013 von den genannten Unternehmen der FS-Gruppe gegründet.

## Kulturelles Erbe
Die Stiftung verfügt über etwa zweihundert betriebsfähige historische Eisenbahnfahrzeuge, die überwiegend in der ersten Hälfte des zwanzigsten Jahrhunderts gebaut wurden, sowie weitere über fünfzig historische, nicht mehr betriebsfähige Fahrzeuge, die im Nationalen Eisenbahnmuseum Pietrarsa aufbewahrt werden.

## Aktivitäten

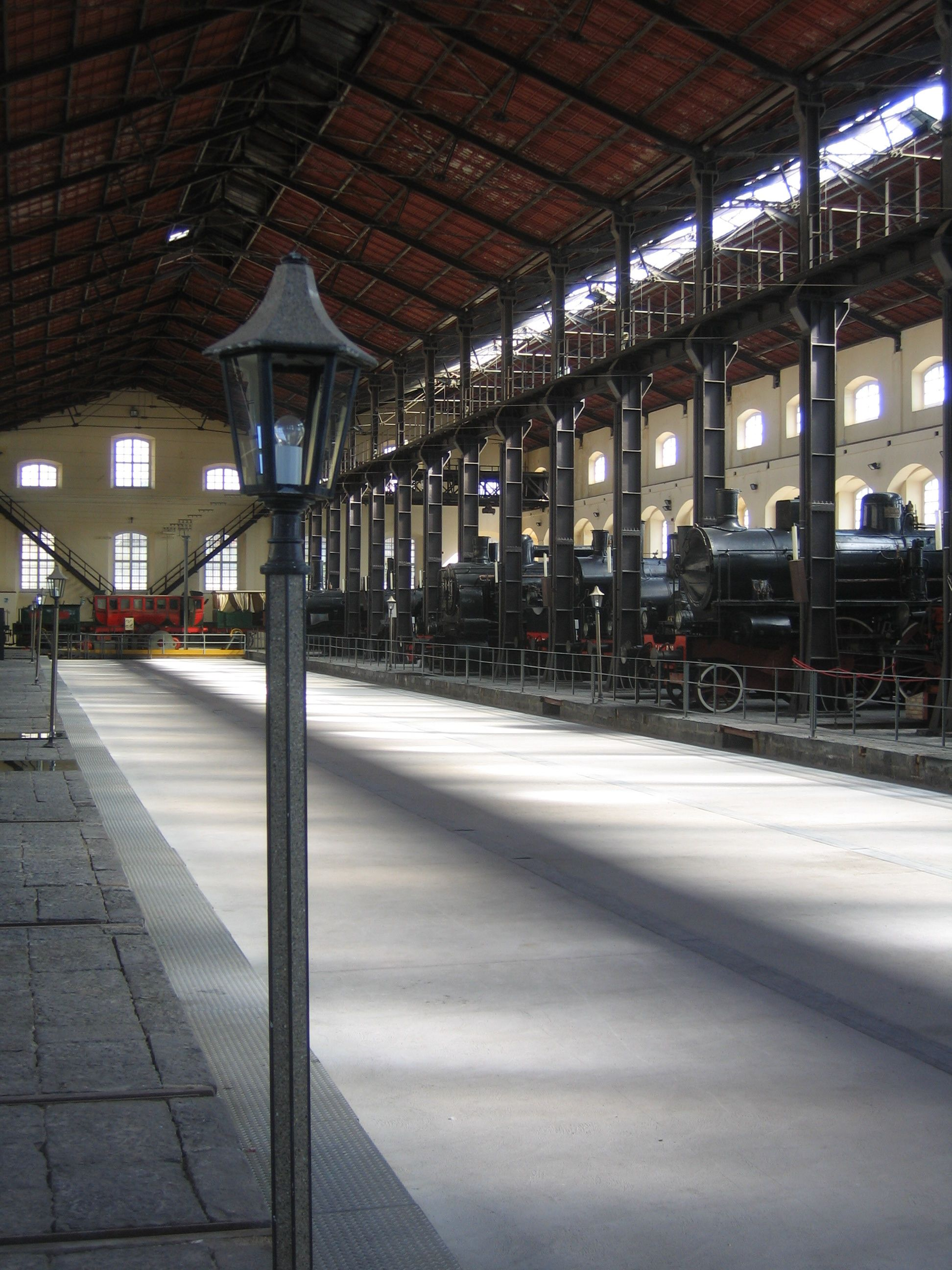
Fahrzeughalle im Nationalen Eisenbahnmuseum Pietrarsa

Die Stiftung betreibt das Nationale Eisenbahnmuseum Pietrarsa und führt Sonderfahrten mit historischen und touristischen Zügen durch.
Die Stiftung unterhält weiter eine umfangreiche Bibliothek zur Eisenbahngeschichte und ein Archiv. Dazu zählen
- das historische Archiv „Servizio Lavori e Costruzioni“ (Bau und Baudienst), der anlässlich der Verstaatlichung der Eisenbahn in Italien 1908 / 1909 gebildet wurde und für Bau, Instandhaltung und Betrieb der Eisenbahninfrastruktur zuständig war,[5]
- das Planarchiv des Lokomotiv- und Wagendienstes,[6] das 260.000 technische Zeichnungen historischer Lokomotiven und Fahrzeuge, über 500.000 Unterlagen zu im Betrieb befindlichen Fahrzeugen und 10.000 Fotografien, hauptsächlich Glasplatten aus dem frühen 20. Jahrhundert umfasst,
- das audiovisuelle Zentrum der Stiftung[7] verfügt über etwa 350.000 analoge Fotos, 500.000 Digitalaufnahmen, 3.000 Filme, über 3.000 Kassetten und über hochauflösende Videos im Umfang von 3 Terabyte.

Weiter ist die Stiftung daran beteiligt, stillgelegte Bahnstrecken oder solche ohne öffentlichen Verkehr wieder in Betrieb zu nehmen und museal und touristisch zu nutzen. Dieses Programm läuft unter der Bezeichnung Binari senza tempo.
Die Stiftung ist zudem der Halter historischer Eisenbahnfahrzeuge – auch von Dritten – und stellt diese in das nationale Fahrzeugeinstellungsregister für Eisenbahnfahrzeuge ein. Diese stehen dann den Mitgliedern der Federazione italiana delle ferrovie turistiche e museali (FIFTM – Dachverband italienischer touristischer und musealer Eisenbahnen) und anderen Fachvereinigungen für die Nutzung zur Verfügung.